# Uranotaenia tibioclada
Uranotaenia tibioclada är en tvåvingeart som beskrevs av King och Harry Hoogstraal 1946. Uranotaenia tibioclada ingår i släktet Uranotaenia och familjen stickmyggor. Inga underarter finns listade i Catalogue of Life.